# Macro
Una macro curt per a macroinstrucció, és un conjunt d'ordres destinades a fer tasques repetitives en el menor temps possible. Aquestes estan escrites en llenguatges de programació senzills aptes per a usuaris sense excessius coneixements tècnics.
Sovint podem trobar-les als paquets ofimàtics (processador de textos, fulls de càlcul, gestors de bases de dades…), programari de disseny gràfic, retocament fotogràfic,...
Llenguatges que sovint s'utilitzen per programar macros són:
- Visual Basic Script (S'utilitza per automatitzar tasques dins la suite ofimàtica MS Office).
- Visual Basic (Té les mateixes aplicacions que l'anterior, que, de fet, és un subconjunt d'aquest).
- Python (S'utilitza per fer scripts d'automatització en la gestió de sistemes, entre altres usos).
- Perl (Té una llarga tradició com a llenguatge de maneig de cadenes de text, s'utilitza molt per manipular i validar dades).
- Ruby (Té usos similars a Python, tot i que la seva base d'usuaris està creixent ràpidament i cada cop s'estén a més ambits).
- C (Encara que de vegades s'utilitzi com a llenguatge per programar macros, no es pot considerar que sigui útil en aquest tipus d'aplicacions).
- Java (Algunes suites ofimàtiques utilitzen macros escrites en Java, però el seu ús està més enfocat a la programació d'aplicacions web o programes d'escriptori complexos).